# 抱朴子
『抱朴子』（ほうぼくし）は、晋の葛洪の著書。内篇20篇、外篇50篇が伝わる。
とくに内篇は神仙術に関する諸説を集大成したもので、後世の道教に強い影響を及ぼした。

## 概要
抱朴子とは葛洪の号であり、素朴な性格であったためにつけられた。『抱朴子』の本文の多くは「抱朴子曰」で始まっている。
葛洪は、祖父が三国時代の呉の国において大臣にまで登り、父も地方長官についたという役人の家系に生まれた。葛洪の祖父のいとこの葛玄は呉の有名な道士で、左慈の弟子であった。葛洪は葛玄の弟子の鄭隠に学び、後にはまた鮑靚（字は太玄）に師事した。『抱朴子』は葛洪が20歳をこえたころに書きはじめ、東晋の建武元年（317年）に完成した。
現行本は70篇から構成される（外篇の第49篇が3つに分かれているので、72篇と数えることもある）。自叙にも内篇20巻、外篇50巻とするが、『晋書』によれば、内篇と外篇を合わせて116篇あったという。『芸文類聚』には現行の『抱朴子』に見えない軍術篇を引用しており、逸篇・逸文があることは確かである。
内篇は仙人になるための修行方法について記し、外篇はそれ以外の雑多な事柄を記す。
『隋書』経籍志では内篇を道家、外篇を雑家に分類している。『旧唐書』『新唐書』『通志』も同様である。一方『宋史』は全篇を雑家に分類し、『四庫全書総目提要』は全篇を道家に入れる。

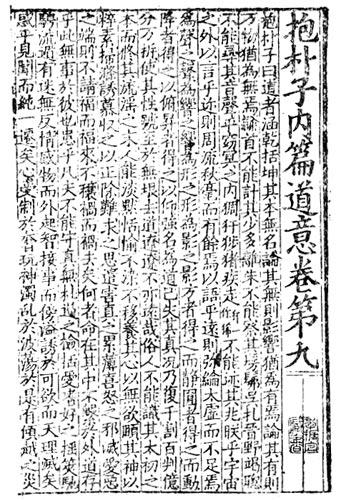
『抱朴子』南宋刊本

## 内篇
内篇は20篇からなる。それぞれの題は以下のとおりである。
- 暢玄・論仙・対俗・金丹・至理・微旨・塞難・釈滞・道意・明本
- 仙薬・弁問・極言・勤求・雑応・黄白・登渉・地真・遐覧・祛惑

ほかに「別旨」という篇があるが、孫星衍はこれを後世の追加として除き、通常はこれに従う。
葛洪はまず人が仙人になれること、仙術が実在することを論証している。普通の人が仙人になったことは多くの文献に載っているから信じることができるとし、また人類は万物の霊長であるから、寿命で鶴や亀を越えられるはずだとする。
仙術のうち葛洪がもっとも重視するのは金丹で、金丹の服用によってのみ永遠の生命を得ることができるとする（金丹篇）。金丹は丹砂（天然の硫化水銀）を材料として得られる還丹と黄金を材料とする金液を使用する。金丹の強調は『抱朴子』以前には見られない。『抱朴子』は錬金術についても語り、丹砂から黄金が得られるとするが、材料が入手できないので実際には作っていないという（黄白篇）。
しかし金丹の術を達成するのは容易ではないので、ほかの術を併用することで寿命を伸ばすべきだとする（微旨篇）。『抱朴子』の扱っている仙術には導引・行気（体操と呼吸法）、房中術、飲食の節制、薬物の摂取、護符、精神統一があり（至理篇）、とくに導引・房中・丹薬の3つを重視する（釈滞篇）。地真篇に見られる「守一」は一種の瞑想法で、のちに道教の重要な修行法として取りいれられた。
『抱朴子』の特徴として、仙術の実践だけでなく忠孝・和順・仁信などの儒家的な徳目を含む善行に励む必要があるとする点がある。『抱朴子』は緯書を引いて、体内の三尸が庚申の日に司命神に人の悪事を訴え、また竈の神も晦日に司命神に悪事を訴えるという説を述べ、司命神は訴えられた悪によって人の寿命を縮めるため、せっかく仙術を行っても無効になるという（微旨篇。司命神については対俗篇に見える）。道徳主義は『抱朴子』の特異な点であり、後に『太上感応篇』に代表される善書に発展した。
その一方で、祈祷は無意味として批判している（道意篇）。
道家と儒家の関係については、道を本、儒を末とする（明本篇）。また仙術と儒家との矛盾にも注意を払っている。対俗篇では仙人になることが世を捨てて祭祀を顧みないことだという批判に答えて、寿命をのばすのは親からもらった体を傷つけないという孝の教えに従っていると言う。塞難篇や弁問篇では聖人が仙人になれなかった理由を説明している。
遐覧篇では当時の道書や符の一覧（全679巻）を示しているが、そのほとんどは現存しないので貴重な資料になっている。このうち『三皇内文』をもっとも重視する。
道教は仏教の強い影響を受けて成立したが、『抱朴子』にはまだ仏教の影響が見られない（ただし村上嘉実は仏教の影響があるとしている）。

## 外篇
外篇は50篇があるが、第49篇が実際には知止・究達・重言の3篇に分かれているので52篇と数えることもある。また、百家・文行の2篇は内容が尚博篇とほぼ同様である。
- 嘉遁・逸民・勗学・崇教・君道・臣節・良規・時難・官理・務正
- 貴賢・任能・欽士・用刑・審挙・交際・備闕・擢才・任命・名実
- 清鑑・行品・弭訟・酒誡・疾謬・譏惑・刺驕・百里・接疏・鈞世
- 省煩・尚博・漢過・呉失・守塉・安貧・仁明・博喩・広譬・辞義
- 循本・応嘲・喩蔽・百家・文行・正郭・弾禰・詰鮑・知止・窮達・重言・自叙

外篇は儒家的立場から多く政治のことを説くが、政治のあり方や社会批判など内容はさまざまである。
漢過・呉失篇では後漢や呉が滅びた原因を人材の評価の誤りに帰している。清談の徒には批判的であり（正郭篇）、刺驕篇では戴良や阮籍のまねをする人を批判、弾禰篇では禰衡を批判している。
喩蔽篇では王充を天才として高く評価している。王充は『論衡』道虚篇で神仙術を批判しているが、葛洪は王充の影響を受けて祭祀を否定し、そのかわりに物理的手段による合理的な仙術を追求した。大淵忍爾によると、『抱朴子』の内容や文章には『論衡』との共通点があり、また王符『潜夫論』との共通点も認められるという。
また鈞世・尚博・辞義・文行篇などは文学理論について述べている。

## テクスト
敦煌文書の断簡が残る。遼寧省図書館に南宋の紹興22年（1152年）刊本を蔵するが、完本ではない。明代の刊本は数種類が残るが、うち道蔵本がもっとも重要である。道蔵を主として他に30種類ほどの本を参照した孫星衍本（平津館叢書所収）が優れた本として知られる。
王明『抱朴子内篇校釈』増訂本（中華書局1985）は、敦煌本や宋刊本も利用している。

## 日本への伝来と日本語訳
『万葉集』巻5の山上憶良「沈痾自哀文」に『抱朴子』極言篇からの引用があり、早くから日本に伝わっていたことがわかる。『日本国見在書目録』にも道家に抱朴子内篇21、雑家に抱朴子外篇50が見えている。
和刻本としては元禄12年（1699年）、享保11年（1726年）、文化9年（1812年）のものがある。元禄12年本は明万暦12年（1584年）の慎懋官刊本をもとにして訓読を加えたものである。享保11年本も同様だが、元禄本には欠落があったため、修正を行っている。
近代の翻訳は『世界聖典全集』に内篇の翻訳（読み下し）を収めるのが古い。
- 小柳司気太・飯島忠夫 訳『道教聖典』世界文庫刊行会〈世界聖典全集〉、1923年。

戦時中の岩波文庫にも内篇の読み下しを収めるが、詳細な注がつけられており、現在も参照される。
- 『抱朴子』石島快隆訳注、岩波文庫、1942年。（のち復刊）

外篇の訳注は御手洗勝『抱朴子外篇簡注』（油印、広島大学中国哲学研究室、1965-1970）にはじまる。
中国古典新書の翻訳は、抜粋の読み下しと本文を対照し、現代語による解説を加えている。
- 村上嘉実 訳『抱朴子』明徳出版社〈中国古典新書〉、1967年。

現代日本語訳は本田済によるものが1969年に出版された。内篇については抄訳だったが、のちに平凡社東洋文庫に収められた版では完訳になっている。
- 本田済 訳「抱朴子」『抱朴子、列仙伝、山海経』平凡社〈中国古典文学大系 8〉、1969年。
- 本田済 訳『抱朴子』平凡社東洋文庫、1990年。（内篇・外篇1・外篇2の3冊）

角川書店（尾崎正治訳）のものは抜粋の本文・読み下し・口語訳・解説である。
- 尾崎正治・平木康平・大形徹 訳『抱朴子、列仙伝』角川書店〈鑑賞 中国の古典 9〉、1988年。ISBN 4045909095。

## 評価
道教の発達の上で『抱朴子』は一般に高く評価されている。道教が定まった教義をもった教団として成立するのは葛洪より後、三洞説の起きた5世紀であるが、その教義の要点はすでにその多くが『抱朴子』に見られる。初期の神仙術は仙人から不死薬を得ることが中心だったが、『抱朴子』では物理的に調合した金丹の服用によって普通の人間が仙人になることができると主張し、その一方で鬼神に対する祭祀のような他力本願を無意味として否定した。しかし、『抱朴子』の主張する神仙道はごく限定されたエリートにのみ可能な貴族主義的な修行であった。
ジョゼフ・ニーダムらの科学史家の評価も高いが、ネイサン・セビンは葛洪の重要性をわずかなものとし、『抱朴子』を「オカルト主義を上流階級に供する学者きどりの御用達の書きかた」と厳しく批判している。

## 故事・熟語
- 玉石混淆（玉石混交） - 外篇・尚博
- 魯魚（の誤り） - 内篇・遐覧
- 異口同声 - 内篇・道意。日本でより一般的な「異口同音」は『宋書』庾炳之伝に見える。
- 無腸公子（カニの異称） - 内篇・登渉